# Jean Nicot
Jean Nicot (Nimes, 1530. – Pariz, 4. svibnja 1600.), francuski diplomat i znanstvenik.
Jean Nicot je bio od ljeta 1559. do 1561. francuski veleposlanik u Lisabonu. U starosti od 29 godina je bio poslan u Portugal kod princeze Margarete Valoiške s portugalskim kraljem Sebastjanom I.
Od tamo je u domovinu donio duhan, do tada nepoznatu biljku u Francuskoj, i predstavio ju francuskom dvoru. Biljku su počeli upotrebljivati neki velikaši Pariza na čelu s kraljicom Katarinom Medici. 
Biljka duhan je svoje znanstveno ime dobila po njem (Nicotiana). Nicot je 1559. opisao njezina zdravstvena djelovanja i rezultate poslao na dvor.

## Vanjske poveznice
- Thresor  Arhivirana inačica izvorne stranice od 2. ožujka 2010. (Wayback Machine) (fr.)